# Sainte-Hélène (Żyronda)
Sainte-Hélène – miejscowość i gmina we Francji, w regionie Nowa Akwitania, w departamencie Żyronda.
Według danych na rok 1990 gminę zamieszkiwało 1608 osób, a gęstość zaludnienia wynosiła 13 osób/km² (wśród 2290 gmin Akwitanii Sainte-Hélène plasuje się na 262. miejscu pod względem liczby ludności, natomiast pod względem powierzchni na miejscu 18.).